# Integration (samfund)
 For alternative betydninger, se Integration. (Se også artikler, som begynder med Integration)
Integration (også kaldet social integration) betegner indenfor sociologi og andre samfundsvidenskaber den proces, hvormed forskellige grupper i et samfund bliver forbundet med hinanden i en mere overordnet enhed. I de seneste årtier bruges det i Danmark og en række andre vestlige lande især i betydningen integration af indvandrere.

## Etymologi
Ordet stammer fra latin integer og græsk entagros = "uberørt", "intakt", "hel" og betyder således forening til et hele.

## Historie
Begrebet social integration blev oprindelig udviklet af den franske sociolog Émile Durkheim, der i slutningen af 1800-tallet beskæftigede sig med samfundets stigende arbejdsdeling. De forskellige former for arbejde skaber et funktionelt fællesskab, der kan være grundlag for en organisk solidaritet, som skaber sammenhængskraft i samfundet. Det er ifølge Durkheim arbejdet, der giver plads i denne sammenhæng og dermed social integration.
I 1920'erne videreudviklede forskerne Ernest Burgess og Robert Park ved University of Chicago teorierne om sociale samspil og om de virkninger, det har, når mennesker indgår i sociale samspil. Der skabes så et fællesskab (community) med fælles normer og værdier. Et tredje bidrag til forståelsen af integrationsbegrebet kom fra midten af 1900-tallet fra psykologien og filosofien, der fokuserede på begrebet identitet og de omkostninger, der er forbundet med at give slip på et mentalt ståsted og tilslutte et andet og til dels fremmed. Det kræver en sikkerhed og følelse af accept. Integration omfatter ifølge denne idemæssige udvikling tre dimensioner: arbejde, følelsen af samhørighed og grundlæggende tryghed.

## Forskellige former for integration
Integration anvendes i en række forskellige samfundsmæssige sammenhænge:
- Social integration omhandler enkeltpersoners sociale netværk og gruppetilhørsforhold. Eksempelvis kan arbejdsløshed være en årsag til forringet social integration. Undersøgelser fra 1970'erne og 1980'erne har vist, at social integration er af afgørende betydning for en persons livskvalitet, sundhed og livslængde.[1]
- International integration studerer, hvordan nye og større enheder (f.eks. forbundsstater) skabes på grundlag af mindre politiske enheder. Eksempelvis bruges ofte begrebet europæisk integration om udviklingen i EU med gradvis tættere forbindelser mellem de enkelte EU-medlemslande. Området international integration kan igen underopdeles i politisk, retlig, økonomisk og kulturel integration. Studiet af international politik rummer en lang række integrationsteoretiske retninger, f.eks. funktionalistisk, føderalistisk og intergovernmentalistisk integrationsteori.[1]
- Pædagogisk integration omhandler spørgsmålet om elever med indlæringsvanskeligheder skal placeres i særlige klasser og skoler eller i stedet undervises i almindelige klasser.[1]
- Kulturel integration omhandler ikke mindst, hvordan etniske mindretal bliver indsluset i samfundet. Det gælder f.eks. sprogligt, politisk, mht. boligforhold osv.[1] Denne form for integration er blevet et hovedemne i Danmark og en række andre europæiske lande i takt med den stigende indvandring fra mange lande udenfor EU i løbet af de seneste årtier. Kulturel integration handler om at afgrænse det rum, som de "ekskluderede" (fx etniske minoriteter) skal indføres i. I et af de mest omfattende forskningsprojekter om integration af indvandrere i det danske samfund understreges det bl.a., at manglende kendskab til dansk kultur er en af de største hindringer for en vellykket integrationsproces.[3]

## Integration af indvandrere
I slutningen af det 20. og begyndelsen af det 21. århundrede er der opstået en større integrationsdebat i mange vestlige lande, der omhandler, hvordan man kan bevare eller skabe sammenhængskraft i samfundene, samtidig med, at de over de seneste årtier er blevet mere etnisk og kulturelt blandede som følge af forøget indvandring. Det handler på den ene side om, hvordan nye borgere bliver en del af det eksisterende samfund og fællesskab i tilflytterlandet, og på den anden side om, hvad man i tilflytterlandet sætter som betingelser herfor. I denne forbindelse bruges integration som fællesbetegnelsen for en række forskellige former med tre hovedtyper: yderformerne assimilation og segregation (adskillelse) samt mellemformen gensidig integration. Ved assimilation forstås en proces, hvor de indvandrede mindretal forventes ensidigt at tilpasse sig normerne og livsførelsen hos flertalsbefolkningen og altså helt opgive deres oprindelige traditioner og kultur så hurtigt som muligt. Segregation er den modsatte yderlighed, hvor indvandrergrupperne enten tvungent eller frivilligt lever helt separeret fra flertalsbefolkningen. Imellem disse to modpoler befinder sig den gensidige integration, hvor flertalsbefolkningen og de indvandrede grupper gensidigt påvirker hinanden, uden at de sidstnævntes kultur helt forsvinder.
I Danmark omhandler debatten især integrationen af indvandrere og efterkommere fra ikkevestlige lande, der udgør ca. 8½ % af befolkningen. På en række socioøkonomiske områder som beskæftigelse, uddannelse, boligforhold mv. adskiller indvandrernes og efterkommernes vilkår sig fra gruppen af personer med dansk oprindelse, selvom forskellene på de fleste områder er blevet mindre med årene.